# Convento de Nydala
O Convento de Nydala ou Nidala (em sueco: Nydala kloster) foi um monastério de monges localizado na margem norte do lago Rusken, perto da cidade de Värnamo, na província da Småland, na Suécia. A atual igreja incorpora ruínas do convento.

## História
O convento foi fundado em 1143 por monges franceses da Ordem de Cister - que aí viveram 400 anos, e encerrado e confiscado em 1528 pelo rei Gustavo I (r. 1523–1560), por ocasião da Reforma Protestante.
Carlos VII (r. 1161–1167) doou ao convento em seu reinado. Em 14 de julho de 1313, uma propriedade de Tueta foi vendida ao convento. Em 1568, os daneses incendiaram e destruíram-o. Foi parcialmente reconstruído em 1688, sendo desde então a igreja da paróquia.